# Грапов, Герман

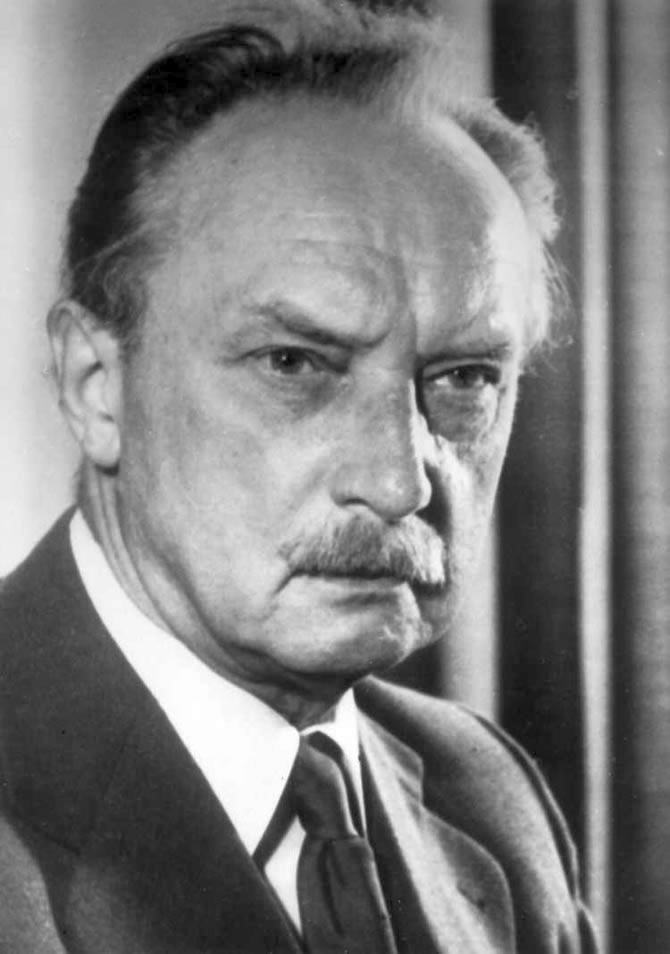
Герман Грапов

Ге́рман Гра́пов (нем. Hermann Grapow; 1 сентября 1885, Росток — 24 августа 1967, Берлин, ГДР) — немецкий египтолог, представитель берлинской египтологической школы. Один из создателей фундаментального Берлинского словаря египетского языка, автор трудов по многим аспектам египтологии.

## Список работ
- Wörterbuch der ägyptischen Sprache, 7 Bände, Berlin, 1925 ff.
- Anatomie und Physiologie, Berlin, 1954
- Kranker, Krankheiten und Arzt : Vom gesunden u. kranken Ägypter, von d. Krankheiten, vom Arzt u. von d. ärztl. Tätigkeit, Berlin 1956
- Die medizinischen Texte in hieroglyphischer Umschreibung autographiert, Berlin, 1958
- Wörterbuch der ägyptischen Drogennamen, Berlin 1959 (gemeinsam mit H. v. Deines)
- Wie die alten Ägypter sich anredeten, wie sie sich grüssten und wie sie miteinander sprachen, Berlin 1960